# قلعة صلاح الدين الأيوبي (سيناء)
تقع قلعة صلاح الدين في جزيرة فرعون في الطرف الشمالي الغربي لخليج العقبة بمصر. وتتكون القلعة من جزأين (شمالي وجنوبي).

## التاريخ
يُزعم أن بالدوين الأول ملك القدس هو من بنى تلك القلعة عام 1116 م لأن الجزيرة كانت تقع في مكان ذي أهمية استراتيجية: في مفترق طرق التجارة والحج من مصر (سيناء) والمشرق الأدنى(فلسطين) إلى شبه الجزيرة العربية مع مكة المكرمة . سعى الصليبيين لتحقيق هدفين: الأولا بالدفاع عن الزاوية الجنوبية الشرقية لمملكة القدس ضد جيرانها المسلمين، والثاني طلب فدية من الحجاج المسلمين العابرين. كان موقع القلعة قابلًا للدفاع عنه بسهولة على أرض مرتفعة في أضيق جزء على خليج العقبة. لا يوجد دليل على احتلال الفرنجة للجزيرة وفقًا للبروفيسور أدريان بواس. يذكر فولشر من شارتر أنه عندما سافر الملك بالدوين إلى مدينة عيلة، فر السكان المحليون إلى الجزيرة بالقوارب، لكنه لم يصف الفرنجة الذين كانوا يطاردونهم أو الذين احتلوا الجزيرة.
لعبت القلاع دورًا رئيسيًا في الحروب الصليبية والمملوكية والعثمانية. يُزعم أن معركة وقعت في الجزيرة حوالي عام 1170 حيث استولى صلاح الدين على القلعة التي وسّعها إلى حد كبير. ومع ذلك ، لم يتضح من الذي أسره عليه حين ذاك، ولا توجد سجلات بوجود حامية افرنجية آنذاك. قام المماليك والعثمانيون بعد تلك الفترة بإضافة بعض الإضافات إلى القلعة. تحتوي القلعة على العديد من الغرف الصغيرة والتي تشمل أماكن نوم للجنود، وحمامات، ومطابخ بها أفران ضخمة. كما توجد أبراج للحمام كانت تستخدم لنقل الرسائل وكذلك أبراج دائرية للرماة.